# Position fortifiée de Liège

Carte de la Position fortifiée de Liège. En bleu, les forts construits entre 1888 et 1891 ; en rouge, ceux construits dans les années 1930.

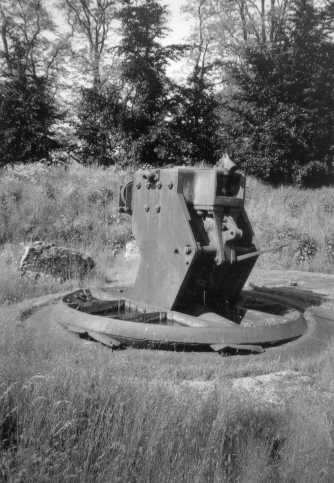
Un des obusiers détruits au fort de Loncin. La coupole a sauté comme un bouchon et se trouve depuis 1914 retournée dans son puits.

La position fortifiée de Liège correspond au cercle de fortifications protégeant la ville de Liège, en Belgique, et surtout ses ponts. Construite entre 1888 et 1891 à l'initiative du général belge Henri Alexis Brialmont, elle s'appuyait principalement sur une ceinture de forts bétonnés, à environ 7 km du centre-ville, complétée par des fortifications de campagne (barbelés et tranchées) et des troupes dans les intervalles.
L'ensemble est assiégé puis pilonné par les troupes allemandes à partir du 4 août 1914, les forts finissant tous par se rendre, le dernier le 16 août 1914. Pendant l'entre-deux-guerres, plusieurs forts sont remis en état et ils sont complétés par des ouvrages plus modernes. En mai 1940, la position eut à subir un second siège, marqué par la prise éclair du fort d'Ében-Émael en quelques heures.

## Liste des douze forts de la Première Guerre mondiale
En commençant par le nord, rive droite de la Meuse :
- Barchon, grand fort ;
- Évegnée, petit fort ;
- Fléron, grand fort ;
- Chaudfontaine, petit fort ;
- Embourg, petit fort ;
- Boncelles, grand fort ;
- Flémalle, grand fort ;
- Hollogne, petit fort ;
- Loncin, grand fort ;
- Lantin, petit fort ;
- Liers, petit fort ;
- Pontisse, grand fort.

Les deux anciennes fortifications de la ville, bien que déclassées en 1891, faisaient également partie du dispositif défensif :
- la citadelle de Liège ;
- le fort de la Chartreuse.

## Les forts de Liège en 1914
La mission des forts était de bloquer la progression de l'ennemi le temps de la mobilisation. Livrés à eux-mêmes, ils devaient pouvoir tenir un siège d'un mois environ, mais cette estimation datait de 1888. En 1914, les forts Brialmont étaient totalement dépassés et ne pouvaient faire face à l'artillerie allemande, beaucoup plus performante. Il n'y a donc pas lieu de s'étonner que les Allemands aient pu en venir à bout assez rapidement. Il est étonnant que les forts Brialmont n'aient pas été pulvérisés dès les premières salves, et qu'ils aient même résisté plusieurs jours à la violence des bombardements. Brialmont, prudent, avait prévu des marges de sécurité généreuses (pour l'époque).
Une analyse plus fine des événements renforce en outre l'étonnement, car on constate que dans la plupart des cas, les forts n’ont pas été détruits, mais qu'ils ont dû hisser le drapeau blanc car l'air y était devenu irrespirable ; en effet, hormis Loncin, les forts n'étaient pas équipés de système de ventilation forcée. Dans la plupart des cas, les commandants des forts se sont rendus pour éviter que leurs soldats ne périssent asphyxiés par les gaz et la fumée des explosions, la poussière et la puanteur.

### Les forces en présence le4 août 1914

#### Les forces belges
À Liège, la garnison de la place comprenait des troupes de campagne et des troupes de forteresse. Les troupes de campagne, la 3e DA (division d’armée), étaient constituées de 34 500 hommes (environ) et étaient dotées de 72 canons. Les troupes de forteresse (incluant l'infanterie, l'artillerie, le génie et la cavalerie) se composaient de 15 000 hommes (dont 5 000 dans les forts), et disposaient des 207 pièces d'artillerie des forts, auxquelles il faut ajouter les 114 pièces mobiles anciennes affectées à la défense des intervalles. Cela donne pour la défense de Liège un total de 50 000 hommes et de 393 bouches à feu. (Horne et Kramer avancent un nombre moins important et l'estiment à 32 000 hommes). À la 3e DA, comprenant déjà quatre brigades mixtes, fut adjoint la 15e brigade mixte. Toutes ces unités se retrouvaient sous le commandement du général Gérard Leman.

#### Les forces allemandes
Le corps d'attaque, appelé « Armée de la Meuse », sous les ordres du général Otto von Emmich, comptait, d'après le major Deguent, 55 000 hommes environ (dont 15 000 cavaliers), 80 canons, une escadrille d’avions de reconnaissance et un dirigeable (le Z VI « Köln »). Ces troupes, prélevées sur cinq corps d'armée différents, étaient divisées en six brigades mixtes (11e, 14e, 27e, 34e, 38e et 43e brigades).

### Du 4 au 6 août, échec de l'attaque allemande

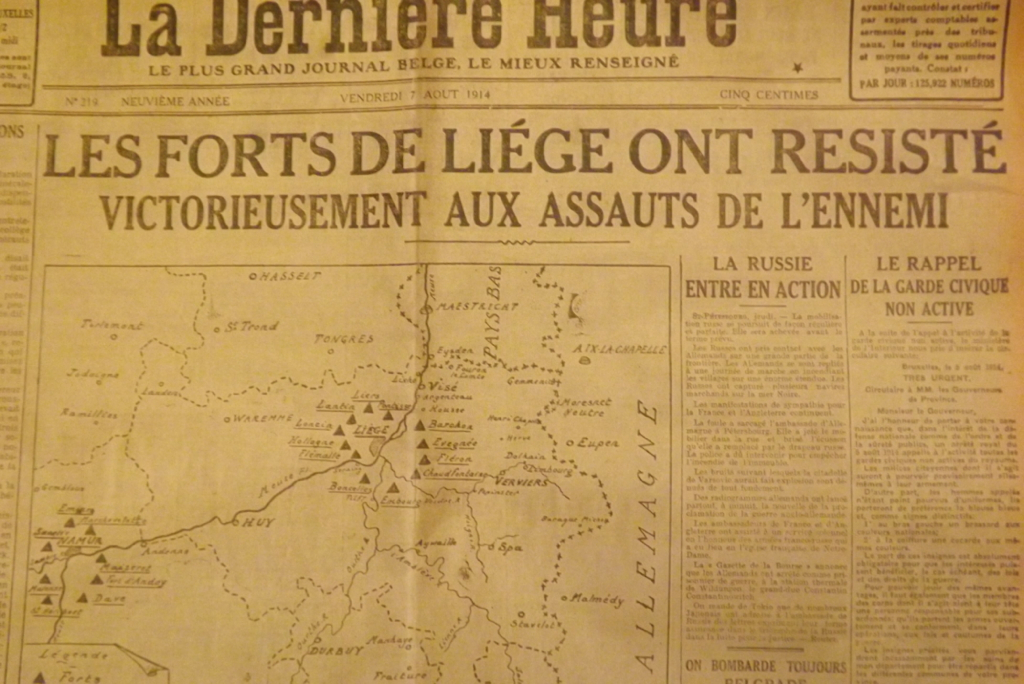
Les forts de Liège ont résisté La Dernière Heure vendredi 7 aout 1914.

Les Allemands avaient totalement sous-estimé les effectifs de la garnison de Liège, qu’ils pensaient forte de 9 000 hommes seulement (contre 50 000 en réalité). C’est cette erreur qui explique l'échec cuisant de la tactique qu'ils appliquèrent la nuit du 5 au 6 août : ils espéraient pouvoir faire tomber la place de Liège grâce à un coup de main audacieux, c’est-à-dire par une attaque surprise en force, sans réelle préparation d'artillerie. Or les forts étaient précisément conçus pour résister à un tel type d'attaque. L'assaut se solde par un désastre pour les Allemands, qui essuient des pertes considérables. Sur les six brigades envoyées à l'assaut des forts, une seule, la 14e, commandée par le général Erich Ludendorff, qui remplaçait par hasard le général Wüssow, mortellement blessé au début de l’attaque, parvient à passer en force, par l'intervalle entre les forts d'Évegnée et de Fléron. Sans l'énergie et l'audace de Ludendorff, l'attaque par surprise aurait abouti à un échec complet.
À Liège, la ville proprement dite ne possède aucune défense. Aussi, un bataillon de chasseurs allemands qui était parvenu à se faufiler entre les forts de Liers et de Pontisse tente-t-il un coup de main sur le quartier général de la Position fortifiée de Liège (PFL). La population voit passer une troupe allemande en rang et au pas, attitude adoptée pour donner le change aux civils. Aussi, des Liégeois incapables de comprendre qu'il s'agit de soldats allemands car ils n'ont aucune information permettant de les différencier par rapport aux alliés, applaudissent-ils au passage de l'envahisseur. Mais, rapidement, l'erreur est comprise et quand les Allemands parviennent au quartier général, rue Sainte-Foy, ils sont accueillis par la garde et mis en fuite, laissant derrière eux une quinzaine de morts sur les quatre-vingt hommes composant le détachement. Le général Leman décide de se replier le 6 août sur le fort de Loncin, dont il fait son nouveau quartier général. Cette initiative a pour effet d'interrompre, à ce moment critique entre tous, les liaisons téléphoniques entre les forts de Liège (il n'y avait pas de réseau téléphonique militaire, et toutes les communications devaient transiter par le réseau civil, centralisé rue Sainte-Foy).
Le 6 août, la situation est chaotique dans les deux camps. L'état-major allemand, surpris par la résistance belge à laquelle il ne s'attendait pas, a dû retirer des troupes étrillées par les Belges lors des premiers combats et les Belges eux-mêmes sont épuisés d'avoir dû combattre des troupes supérieures en nombre. Cependant, une brigade allemande commandée par le général Erich Ludendorff s'empare du fort de la Chartreuse, non défendu et déclassé depuis 1891. L'armée belge de campagne, qui a combattu dans les intervalles entre les forts, se retire vers Hannut. Les intervalles entre les forts sont désormais ouverts à l’ennemi, qui fait venir des renforts considérables.
Le 7 août, deux brigades allemandes parviennent à rejoindre celle de Ludendorff. Dépourvue de défenses, la citadelle (qui avait été déclassée en même temps que le fort de la Chartreuse, en 1891) est prise. Les Allemands proclament alors qu'ils ont pris la ville bien qu'aucun fort ne se soit encore rendu.

### La réaction allemande:100 000 hommesmassés pour réduire Liège
À la suite de cet échec, qui n'est cependant pas exploité par les Belges, le commandement suprême de l'armée de terre allemande décide alors d'envoyer à la rescousse des premiers 39 000 hommes engagés, une armée de siège de 60 000 hommes. Cette armée sera opérationnelle à partir du 10 août. À partir de ce moment commence le ballet infernal pour les forts, qui sont bombardés à outrance, un par un, jusqu'à reddition ou destruction. Impuissants car aveugles, les forts sont forcés de se rendre, non sans avoir tenu au maximum de leurs capacités. Le dernier fort, celui de Hollogne, se rend le 16 août.
La résistance des forts belges fut immédiatement mise en valeur par la presse française.

## Entre-deux-guerres
La reconstruction se fit sur huit des ouvrages alignés au nord, à l'est et au sud de la ville. Les travaux furent repris plus tard à l'ouest. Il n'était pas envisageable de réhabiliter le fort de Loncin, complètement détruit. La construction d'une seconde ligne de six nouveaux forts, à une distance de 20  à   30 kilomètres à l'est du centre de la ville de Liège, fut envisagée, mais seuls quatre d'entre eux furent construits, les projets à Sougné-Remouchamps et aux Waides (Petit-Rechain) ayant été abandonnés.

## Liste des  forts ajoutés avant la Seconde Guerre mondiale
En commençant par le nord :
- Ében-Émael ;
- Aubin-Neufchâteau ;
- Battice ;
- Tancrémont ou Pepinster ;

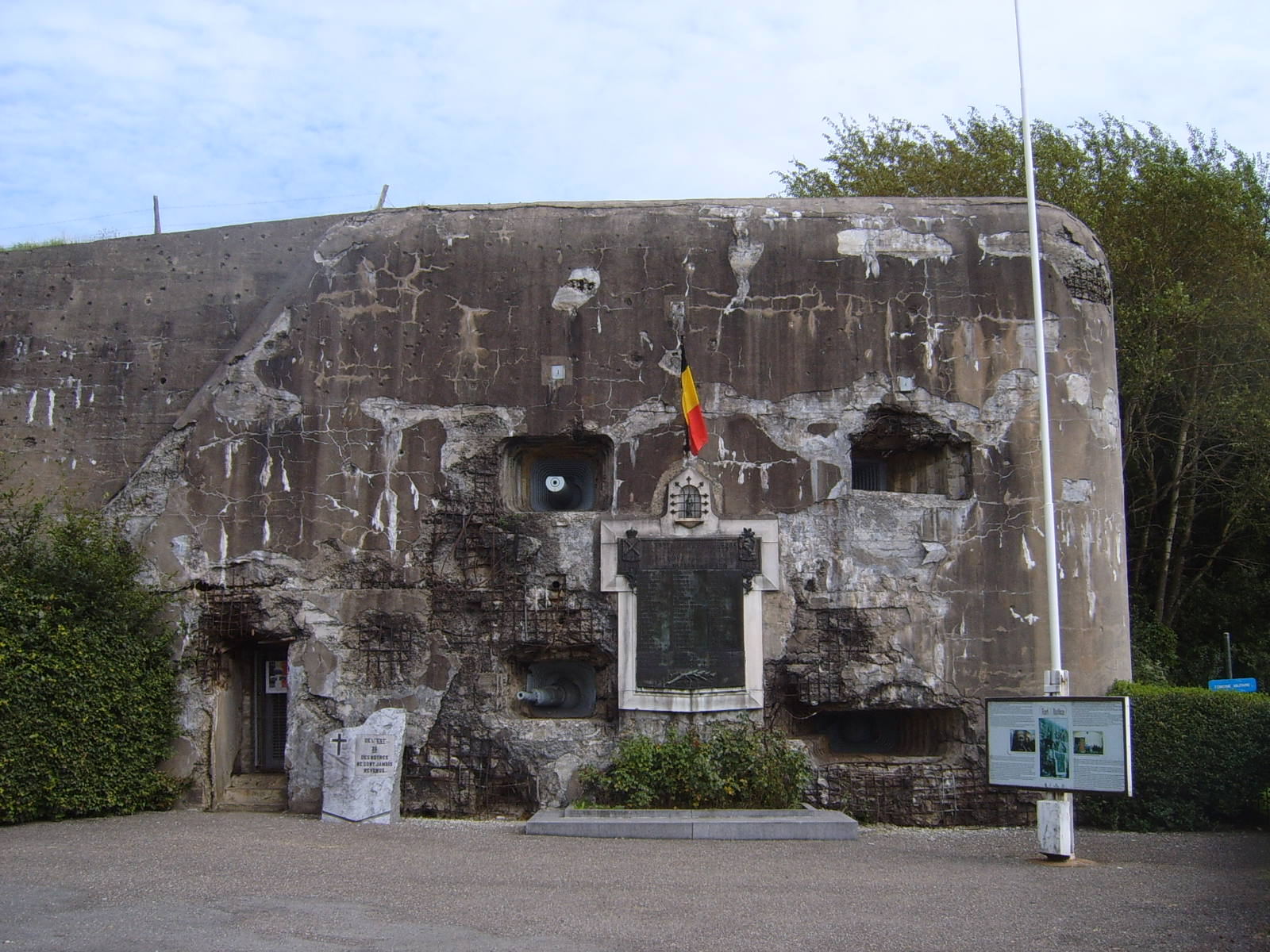
Mémorial à l'entrée du fort de Battice.

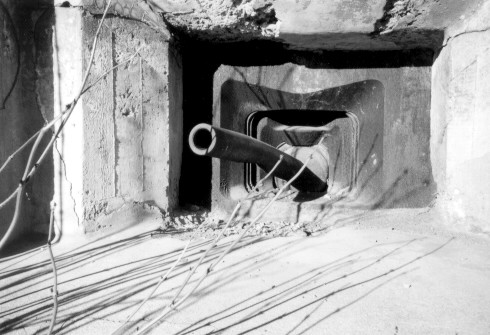
Un des canons détruits du fort d'Ében-Émael. Le tube a été plié par un obus reçu de plein fouet.

- Fort des Waides, près de Manaihant, commune de Herve (seulement envisagé, non construit) ;
- Fort de Sougné-Remouchamps (seulement envisagé, non construit).

De très nombreuses petites installations fortifiées ont également été construites sur plusieurs lignes face à la frontière. Il s'agissait essentiellement de postes de défense locaux ou d'observation. Une autre ligne anti-char est construite plus à l'ouest entre 1939 et 1940, la ligne KW.

## Batailles de la Seconde Guerre mondiale
Le commandement belge avait laissé au fort d'Ében-Émael la tâche de défendre la frontière nord de Liège. Il attira naturellement les premiers feux de l'agresseur sur lui. La dimension énorme du fort a dicté la stratégie d'attaque, qui se fit à l'aide de troupes aéroportées. Le fort fut conquis, le 11 mai 1940, en quelques heures.
Les agresseurs pouvaient dès lors contourner la petite ceinture fortifiée de Liège. Par la suite, d'autres forts furent rapidement pris par les troupes allemandes. Le 22 mai 1940, après 5 jours de siège, les forts de Battice et Aubin-Neufchâteau tombèrent.
Le fort de Tancrémont fut forcé de déposer les armes le lendemain de la capitulation, soit le 29 mai 1940. 
Au cours de la Seconde Guerre mondiale, le fort d'Ében-Émael a été abondamment utilisé par la propagande nazie (les Allemands sont allés jusqu'à reproduire l'attaque du fort pour en faire un film), alors que d'autres furent utilisés pour expérimenter de nouvelles armes secrètes (notamment les impressionnants obus Röchling). Les forts de Battice et d'Aubin-Neufchâteau portent encore certaines traces de ces essais de tir, bien que les Allemands aient tout fait pour les camoufler. Les obus Röchling, qui mesuraient 2,59 m de long pour un diamètre de 210 mm et un poids de 193 kg, étaient tirés presque à la verticale (le pointage pouvait aller jusqu'à 70°) depuis un canon de 210 mm monté sur rails. L'obus montait jusque dans la stratosphère (soit 12 000 mètres !) avant de retomber sur l'objectif, dans lequel il pénétrait comme dans du beurre…[réf. nécessaire] Hitler interdit cependant l'usage de cette arme absolue contre les fortifications car il craignait qu'un obus non explosé puisse être copié par les Alliés.

## Les forts de nos jours

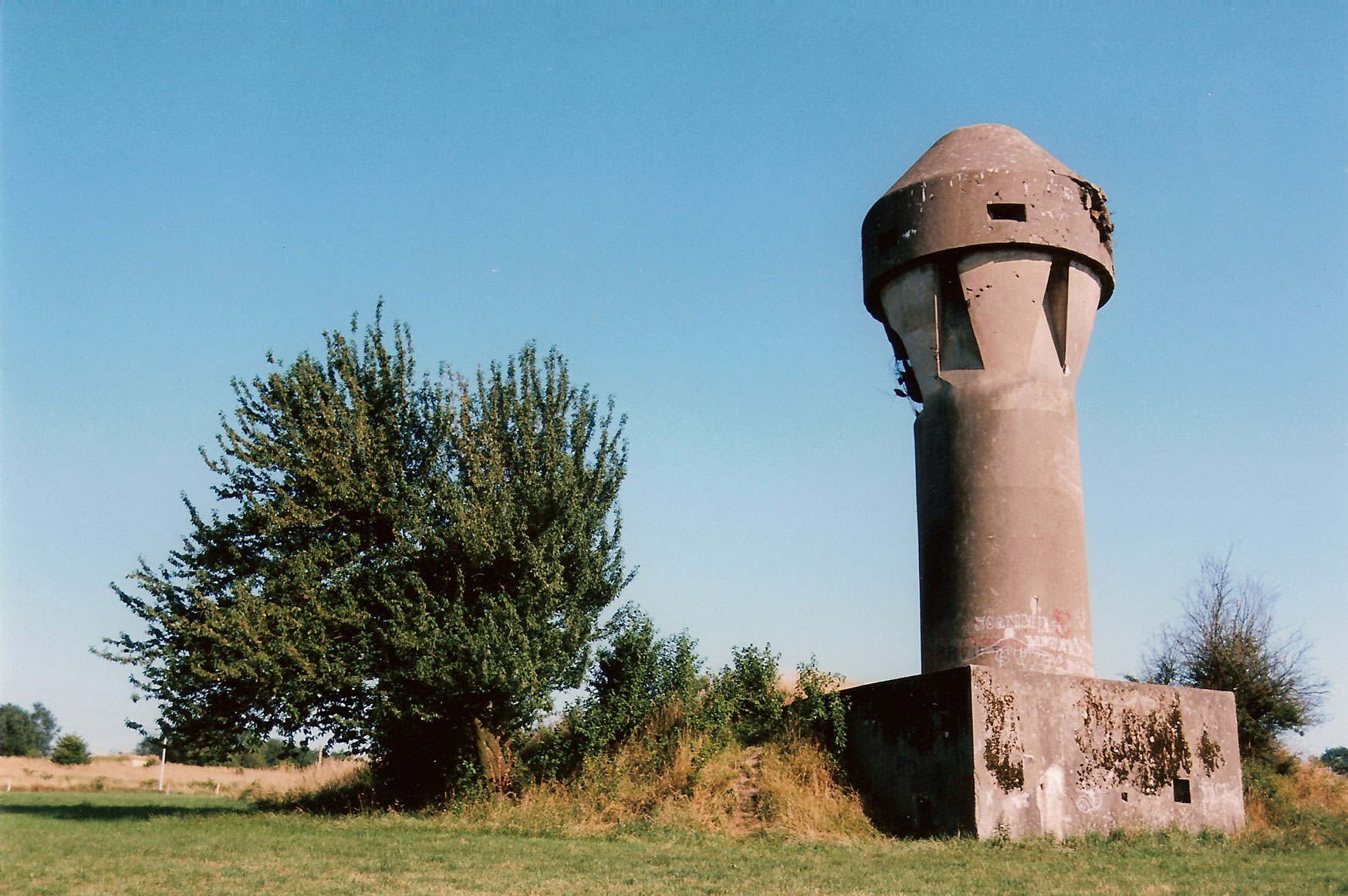
Fort de Boncelles : tour d'aération.

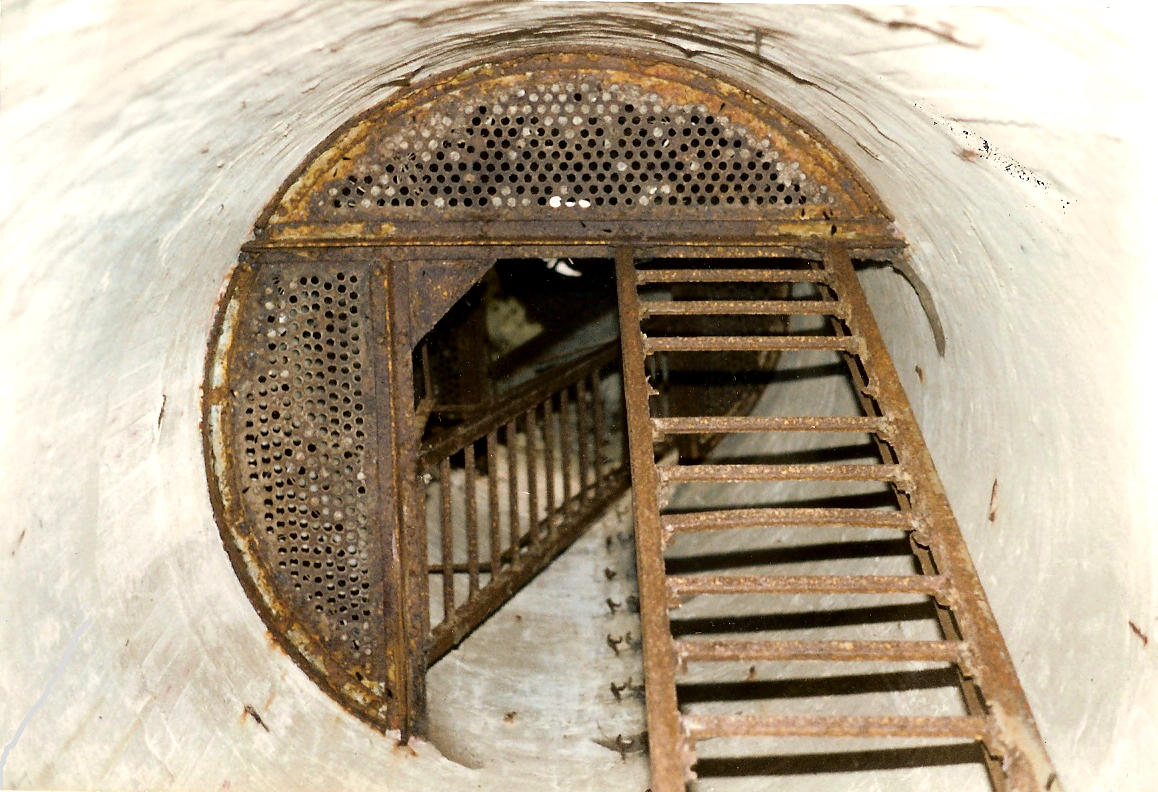
Fort de Boncelles : vue intérieure de la tour d'aération.

Parmi les douze forts conçus par Brialmont, sept sont ouverts au public et aménagés pour des visites guidées (Loncin, Lantin, Flémalle, Hollogne, Pontisse, Barchon et Embourg). Chaudfontaine est occupé par une société qui y organise des parcours d'aventure, à l'intention des adultes, comme des enfants : il est donc visitable pour peu que l'on paie pour un stage, mais il n'est pas aménagé pour des visites.
Le fort de Loncin est, depuis qu'il a explosé le 15 août 1914, un cimetière militaire et un lieu de réflexion. Il abrite également un musée, le plus intéressant sur les forts de Liège, depuis 1995.
Le fort de Lantin a été profondément restauré depuis le début des années 2000, et comme il n'avait pas été réarmé dans l'entre-deux-guerres, il se présente comme en 1888 (ou peu s'en faut). Il est également, avec Loncin, le fort le plus facilement visitable.
Les autres forts sont partiellement enterrés (Fléron et Boncelles) et ne sont donc plus visibles (sauf les tours d'aération à Fléron et Boncelles), d'autres servent encore de lieu de stockage pour l'armée belge (le fort d'Ében-Émael pour partie).
Le fort de Battice, bombardé en mai 1940, est lui-aussi visitable.
À Ében-Émael se trouve un musée, bien que l'essentiel du site ait été affecté à l'agriculture. Les coupoles métalliques et les canons restent visibles de l'extérieur.
À Tancrémont, le fort est intact, tout l'armement est toujours présent et n'a pas été enlevé par les ferrailleurs. Il se visite le premier dimanche du mois, ou sur rendez-vous, de mai à octobre. Chaque année, le 29 mai à 11 heures du matin, la coupole de 75 mm tire 19 coups (commémoration des 19 jours de résistance de la garnison du fort).
Le fort d'Aubin-Neufchâteau se visite le troisième dimanche du mois à 13 h 30, d'avril à octobre.

### Repères bibliographiques
- Liège. 1000 ans de fortifications militaires, expo. du 16 déc. au 16 janvier 1981, organisée par le Centre Liégeois d’Histoire et d’Archéologie Militaires, Visé, 1981.
- AMARA (M.), JAUMAIN (S.), MAJERUS (B.), VRINTS (A.), Une guerre totale ? La Belgique dans la Première Guerre mondiale – Nouvelles tendances de la recherche historique – Actes du colloque international organisé à l’ULB du 15 au 17 janvier 2003, Bruxelles, 2005.
- BANNING (E.), Considérations politiques sur la défense de la Meuse (mémoire rédigé en 1881-1886), éd. Van Oest et Cie, Bruxelles et Paris, 1918.
- BRASSEUR (Th.). La Chartreuse : forteresse hollandaise en sursis. , 1993.
- BRASSEUR (Th.). La Chartreuse de Liège , 1994.
- BRASSEUR (Th.), Du parc de Hauster au fort de Chaudfontaine, Mémoire de guide-nature, Education-Environnement, 1995.
- BRIALMONT (H.-A.), Situation militaire de la Belgique. Travaux de défense de la Meuse, Bruxelles, 1882.
- CHARLES (J.-L.), Mai 1940. Le Fort de Battice et ses abris cuirassés d’observation, Liège, 1965.
- E. Coenen et F. Vernier, La position fortifiee de liege 2 : tome 2 les abris de la pfl 1, t. 2 : les abris de la pfl 1, Place of publication not identified, De Krijger, 2002 (ISBN 978-90-72547-74-3, OCLC 947221617).
- E. Coenen et F. Vernier, La position fortifiée de Liège, t. 5 : Les forts de la Meuse modernisés : Pontisse, Barchon, Evegnée, Fléron, Chaudfontaine, Embourg, Boncelles, Flémalle, Erpe, De Krijger, coll. « La Belgique sous les armes / Spécial » (no 2), 1998, 224 p. (ISBN 978-90-5868-102-7, OCLC 163503515).
- E. Coenen et F. Vernier, La position fortifiée de Liège, t. 6 : Les abris de la PFL n° 3 : Jupille, Beyne-Heusay, Chênée, Colonster, Renory, Argenteau, Visé, Erpe, De Krijger, coll. « La Belgique sous les armes » (no 9), 2006, 96 p. (ISBN 978-90-5868-101-0, OCLC 934734377).
- DEGUENT (R.), Cours de fortification. Guerre de Sièges. Tome II: Sièges de 1914-1918, cours de l'Ecole militaire, Bruxelles, 1923.
- Valérie Dejardin (dir.), Julien Maquet (dir.) et al. (photogr. Guy Focant), Le patrimoine militaire de Wallonie, Namur, Institut du patrimoine wallon, coll. « Patrimoine de Wallonie » (no 10), 2007, 362 p. (ISBN 978-2-930466-20-0, OCLC 888617462).
- Jean-Claude Delhez, Douze mythes de l'année 1914, Paris, Economica, coll. « Mystères de guerre » (no 2), 2013, 140 p. (ISBN 978-2-7178-6594-3, OCLC 858207501), « Les forts de Liège ».
- Jean-Claude Delhez, L'assaut contre les forts de Liège (1914), Paris, Economica, coll. « Campagnes & stratégies » (no 132), 2018, 151 p. (ISBN 978-2-7178-7015-2).
- DEUZE (D.), PUTTAERT (A.), Le Fort de Lantin 1888-1892, publication de l’a.s.b.l. Les Amis du Fort de Lantin, Liège, s.d.
- Luc De Vos, Le Belgique et la Seconde Guerre mondiale, Bruxelles, Racine, 2004, 355 p. (ISBN 978-2-87386-355-5, OCLC 56552553).
- (en) Clayton Donnell, The forts of the Meuse in World War I, Oxford, UK New York, NY, USA, Osprey Pub, 2007, 64 p. (ISBN 978-1-84603-114-4).
- Els Witte et al., Nouvelle histoire de Belgique, vol. 1 : 1830-1905, Bruxelles, Éd. Complexe, 2005, 222 p. (ISBN 978-2-8048-0066-6, OCLC 963983156, lire en ligne).
- Emmanuel Gerard (dir.) et al., Nouvelle histoire de Belgique, vol. 2 : 1905-1950, Bruxelles, Éd. Complexe, coll. « Questions à l'histoire », 2006, 204 p. (ISBN 978-2-8048-0078-9, OCLC 794865633, lire en ligne).
- (en) Simon Dunstan, Fort Eben Emael : the key to Hitler's victory in the west, Oxford, Osprey, coll. « Fortress » (no 30), 2005, 64 p. (ISBN 978-1-84176-821-2, OCLC 260076730).
- Contribution à l'histoire de la Première Guerre mondiale Texte imprimé Le fort de Hollogne dans la position fortifiée de Liège en 1914, Commission historique de Grâce-Hollogne, 1989 (lire en ligne).
- Christian Faque, Henri-Alexis Brialmont : Les forts de la Meuse 1887-1891, Les Amis de la citadelle de Namur, 1987 (présentation en ligne).
- M-L Chapelle, A., Louis Levaux et Thomas Van Loo (exposition, Chaudfontaine, Casino de Chaudontaine, 27 août 1988 - 4 septembre 1988), Centenaire des Forts de Brialmont à Liège Texte imprimé 1888-1988, Foyer culturel de Chaudfontaine, 1988 (OCLC 1010186475, présentation en ligne, lire en ligne).
- Maurice Georges, Fort de Battice : description de l'ouvrage, Amicale des anciens du Fort de Battice, 1991 (lire en ligne).
- John Horne (trad. Hervé-Marie Benoît), 1914, les atrocités allemandes [« German atrocities, 1914 : a history of denial »], Paris, Tallandier, 2005, 640 p. (ISBN 978-2-84734-235-2, OCLC 871825080).
- (en) J. E. Kaufmann et Robert M. Jurga (trad. H.W. Kaufmann), Fortress Europe : European fortifications of World War II, Cambridge, MA, Da Capo Press, 2002 (1re éd. 1999), 431 p. (ISBN 978-0-306-81174-6, OCLC 52821490).
- OBERGE (P.), L’architecture militaire dans la région liégeoise depuis 1870 - Les forts, mémoire d’architecte, Liège, 1989.
- Georges RICHOU, Construction des forts de la Meuse ... Monographie des travaux exécutés par MM. A. Hallier, Letellier frères et J. Baratoux, entrepreneures de travaux publics., Paris, 1892, avec plans (OCLC 503986899, lire en ligne).
- SALLE (G.), Le Fort d’Embourg, 2e éd., Embourg, s.d.
- Sophie De Schaepdrijver (trad. Claudine Spitaels), La Belgique et la Première Guerre mondiale, Bruxelles, Archives & musee de la littérature, coll. « ""Documents pour l'histoire des francophonies"", Europe » (no 4), 2004, 334 p. (ISBN 978-90-5201-215-5, OCLC 256971517, lire en ligne).